# 彼女はつっこまれるのが好き!
『彼女はつっこまれるのが好き！』（アイドルはつっこまれるのがすき）は、サイトーマサトによる日本のライトノベル。イラストは魚が担当しており、電撃文庫（アスキー・メディアワークス）より2010年7月から2013年7月まで刊行された。

## ストーリー
平凡な高校生である常村良人は街中を歩いていたところ、強引に拉致されてとあるスタジオの中へと連れられてしまう。そこにいたのは人気アイドル声優の音無まどかで、どうやら彼女のWebラジオ番組のパーソナリティーの原作者与太与作と間違えられてしまったのだった。すぐに誤解と分かるものの、勝手に話を進められてしまいラジオのパーソナリティをする羽目になってしまう。さらに良人はまどかの本性を知ってしまい、隣の家同士で同じ学校のクラスメイトになってしまったことで彼の生活は振り回されてしまうことになる。

## 登場人物
常村 良人（つねむら りょうと）
本編の主人公。アニメと漫画が好きな16歳の高校2年生。声優である音無まどかの大ファン。ツッコミが趣味でムッツリな平凡な高校生だったが、人気ライトノベル『ぼいる・しゃるるの法則』のアニメ化にちなんだWebラジオ『ラジオの法則』で原作者と間違えられたことをきっかけにヒロイン役の音無まどかとパーソナリティをすることになってしまう。さらに、まどかが隣に引っ越してくることで学校などプライベートでも付き合うようになり、まどかの本当の顔を知る。まどかの強い所も弱い所も付き合ううちに本気でまどかのことを好きになる。
まどかのスキャンダルを境にプロの声優としてデビューし、芹沢優花が設立した事務所に所属することになった。高校卒業後は一人暮らしを始め、脇役ながら声優を続けている。とあるFM局でラジオ『ここはラジオの村だ』のパーソナリティを務める。
視聴者からの心無い言葉にくじけそうになるも、本人は至って前向きに活動を続けている模様。
10巻にて、まどかに想いを打ち明けて、本人の了承を得る。
音無 まどか（おとなし）
高校2年生。当初は16歳だったが3巻で誕生日（6月6日）を迎え17歳に。なお、4巻のカラーページで16歳となっているのは誤植であり、そのことが5巻87ページでギャグを交えつつフォローされている。
幼少時より、実父で俳優の音無源太の娘として劇団で活躍していた人気アイドル声優。親の七光りもあるが、実力でトップ声優の座を得ている。アイドルとしてのプライドを高く持ち、いつも完璧の笑顔を振りまいているが実際はさばさばした性格でツンデレ気味である。仕事に関してはかなりシビアでありよほどのことがない限り失敗はまずしない。アイドルユニット「カルミア」のメンバーの1人。
普段の生活では髪を下ろした状態だが、仕事など気合いを入れたり動いたりするときはサイドポニーに結っている。
気兼ねなくつっこんでくれる良人に好意を抱いている。一度引退を決意したあとは好意を行動に出すようになったが、アイドル声優を続けることを決心してからは元の関係に戻り、恋人関係には発展させていない。
10巻では、良人のプロポーズに了承した。
間違えて飲酒した際には、泣き上戸になってしまいデレるがボケは相変わらずである。好きな食べ物はグミ。
タコににたお化け（音無源太？）
音無まどかと常村良人にしか見えない存在で、まどかからは「お父さん」と呼ばれる。後半、天乃川 しぐれや、木立 陽菜乃も見られることが判明する。良人は亡くなった源太であると思っているが、いまだはっきりとしていない。常にまどかの傍観者であり、良人とも彼女について重要な会話をすることがある。
親バカ?な一面もあるが、良人を寄せ付けないようなことはせずどうしてもな時に限って登場する。まどかのパシリにされたことも。次第にまどかから見えなくなり、ついには完全に姿を消した。
天乃川 しぐれ（あまのがわ）
声優16歳。まどかと同じ事務所に所属する声優で、まどかとはライバル関係であり、友人である。一家全員声優の家庭で育ったためか、仕草や言動が気品に満ちている。アイドルユニット「カルミア」のメンバーの1人。
清楚なキャラクターなのだが、魔法などメルヘンなことが好きであり、路上でマジックをしたりゴスロリ服を私服としている。
笑いのツボが浅く、良人とまどかのやりとりを見て爆笑している。良人に好意を抱いていたが、失恋する。
天乃川 流星（あまのがわ りゅうせい）
しぐれの兄。人気声優でフェミニストであり女性に人気が高いのだが、少しエロい場面に遭遇するとすぐ興奮し、鼻血をだす。大の高所恐怖症の持ち主でもある。
幼女から団塊の世代、妹までもが女性として対象であり、女性を見る度にクサイセリフを吐く。特にまどかはお気に入りであり、いつもそばにいる良人をライバル視して、戦いを仕掛ける。まどかを車で送っていく所を写真にとられ、謹慎処分となる。
9巻では、同じオーディションを受ける良人にトレーニングを指導した。
常村 愛好（つねむら あこ）
良人の妹。女子校に通っている13歳の中学2年生。眼鏡をかけているが、視力が悪い訳ではない。好奇心旺盛で、度々その下ネタな言動から良人を困惑させている。良人とまどかやしぐれの関係を観察して楽しんでいる。
お嬢様学校に通っており、幸春を筆頭とするお嬢様と友人である。
霜月 幸春（しもつき こはる）
13歳の中学2年生。愛好の友人。引っ込み思案でおっとりした性格をしており、だいぶ天然。極度の方向音痴でもある。
大企業であるムーンフロストカンパニーの一人娘。海外の島に別荘を持っていたり、リムジンの痛車を何台も持っている。
芹沢 優花（せりざわ ゆうか）
まどかの元マネージャー。族あがりの過去を持ち、音無源太のファンであることを理由にマネージャーとして芸能界に入る。出来る女性でありながら素が出ると恐ろしい性格を持ち料理が下手である。まどかのスキャンダルから飛び火して、族あがりの過去が明るみにされ、それが原因でマネージャーを退職した。
その後、声優事務所を立ち上げ、良人のマネージャーとなった。
木立 陽菜乃（こだち ひなの）
アキバ系アイドル発掘コンテストでグランプリに輝いた中学3年生。愛好達と同じグレイス女学院に特待生として通っている。源太が作った孤児院出身なので、まどかを登場初期には「お姉さま」と呼んでいた。ちょっと抜けている所がある。まどかのファンであったが、スキャンダルを期にライバル的関係を持とうとする。ぶりっ子で小悪魔系キャラで通っているが根は真面目で、小さい子どもの面倒を見るほど。
良人が陽菜乃の学園祭に来た折、彼をデートに誘う。そして食べ物を良人にあーんしてもらうことから、先述の通り、小悪魔な性格をいかんなく発揮していることがうかがえる。
元いた事務所からまどかのいる事務所へ移籍した。アイドルユニット「カルミア」のメンバーの1人。
嘉保 芽愛璃（かほう めあり）
16歳の高校2年生。新聞部部長。音もなく忍ぶことが得意であり、本人が気付かないように写真をとる。京ことばをはなし、男体の写真をこれなく愛している。
与太与作（よたよさく）
ライトノベル『ぼいる・しゃるるの法則』の原作者。インタビューなどを緊張のしすぎで苦手とし、『ラジオの法則』のパーソナリティーを良人に押し付ける。適当な性格であり、極度のあがり症。
久住（くずみ） / 天池（あまち） / 高見沢（たかみざわ）
良人の悪友。3人ともまどかの大ファン。主人公の勧めで最初にまどかのファンになったのが久住、頭がよくあらゆる方面にマニアックなのが天地、なんとなくリーダー役なのが高見沢。
和田先生
寒いダジャレで騒がしい生徒たちを一瞬でなだめる国語教師。主人公のクラスの担任。地味に良人がラジオに出ていることを知っていたりする。

## 用語
『ぼいる・しゃるるの法則』
大人気ライトノベル。『発熱少年ぼいるくん』と『微熱少女しゃるるちゃん』の物語。まどかがアニメ版しゃるる役を担当。
『ラジオの法則』
大人気ライトノベル『ぼいる・しゃるるの法則』のアニメ化に伴い始まったウェブラジオ。毎週木曜日更新。収録は土曜日。
古里学園（ふるさとがくえん）
良人たちが通う高校。良人の自宅から徒歩で15分ほどの所にある。1学年に6クラス。
ムーンフロストカンパニー
霜月 幸春の父親の会社であり、世界的大企業。まどかの出演するアニメやラジオのスポンサーも多くやっている。
オール・メイク・ワールド
『ラジオの法則』のスポンサーであり、『ぼいる・しゃるるの法則』の出版社。
私立グレイス女学院中等部
良人の妹・愛好、彼女の友人である幸春、さらには陽菜乃が通う中学校。いわゆるお嬢様学校で金持ちが多い。
カルミア
まどか、しぐれ、陽菜乃がメンバーの声優アイドルユニット。絶大な人気を誇り、良人たちが高校を卒業してからは海外でも活動している。
『ここはラジオの村だ』
村人Bこと良人がパーソナリティを務める、初の冠番組。

## 既刊一覧
- サイトーマサト（著） / 魚（イラスト）、アスキー・メディアワークス〈電撃文庫〉、全10巻
  - 『彼女はつっこまれるのが好き!』2010年7月10日発売[5]、ISBN 978-4-04-868657-0
  - 『彼女はつっこまれるのが好き! 2』2010年11月10日発売[6]、ISBN 978-4-04-870047-4
  - 『彼女はつっこまれるのが好き! 3』2011年3月10日発売[7]、ISBN 978-4-04-870380-2
  - 『彼女はつっこまれるのが好き! 4』2011年7月10日発売[8]、ISBN 978-4-04-870687-2
  - 『彼女はつっこまれるのが好き! 5』2011年12月10日発売[9]、ISBN 978-4-04-870879-1
  - 『彼女はつっこまれるのが好き! 6』2012年3月10日発売[10]、ISBN 978-4-04-886351-3
  - 『彼女はつっこまれるのが好き! 7』2012年7月10日発売[11]、ISBN 978-4-04-886711-5
  - 『彼女はつっこまれるのが好き! 8』2012年11月10日発売[12]、ISBN 978-4-04-891087-3
  - 『彼女はつっこまれるのが好き! 9』2013年3月10日発売[13] 、ISBN 978-4-04-891424-6
  - 『彼女はつっこまれるのが好き! 10 アフターレコーディング』2013年7月10日発売[14] 、ISBN 978-4-04-891760-5

短編
- 『良人とまどか、AMWへ行く… の巻』電撃文庫MAGAZINE Vol.16（2010年11月号）掲載
- 電撃文庫MAGAZINE Vol.23（2012年1月号）掲載